# Andamanesos

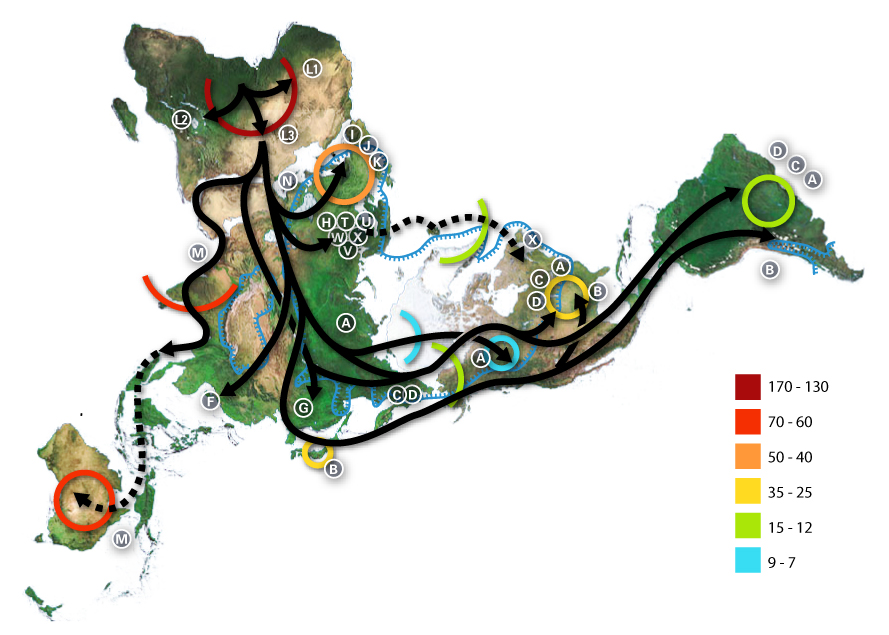
Mapa de la migració haplotip humana basada en l'ADN mitocondrial, codificada amb colors, que indiquen els períodes en milers d'anys comptats abans del present. Cal recordar que, possiblement, la ruta de l'haplogrup "H ADNmt" al sud-est d'Àsia, passa a través de l'Índia continental i les Illes Andaman

Els andamanesos són els diversos habitants aborígens de les Illes Andaman, un dels territoris de la Unió a l'Índia localitzat en la part sud-oriental del golf de Bengala.
El andamanesos s'assemblen a altres grups negrito de l'Àsia sud-oriental. Són pigmeus, i són l'única gent moderna fora de certes parts de l'Àfrica subsahariana amb esteatopígia.
Segueixen l'estil de vida dels caçadors recol·lectors, i sembla que han viscut en l'aïllament substancial durant milers d'anys. Els andamanesos van arribar a les illes Andaman al voltant de l'últim màxim glacial, fa uns 26.000 anys.

## Història
Fins a finals del segle xviii, la cultura, la llengua i la genètica andamaneses van romandre protegides d'influències exteriors, per la mateixa llunyania de les illes i per la seva reacció feroç contra els visitants, que arribava fins al punt de matar qualsevol nàufrag estranger que arribés a les seves platges. Així es creu que les diverses tribus i les seves llengües, mutualment inintel·ligibles, van evolucionar de forma aïllada al llarg de mil·lennis.
A finals del segle xviii, quan per primera vegada van entrar en contacte sostingut amb els forans, hi havia un nombre estimat d'uns 7.000 andamanesos dividits en cinc grups principals, amb cultures diferents, dominis separats, i llengües inintel·ligibles entre si.
En el segle xix van ser exterminats en gran manera per les malalties, la violència i la pèrdua progressiva de territori. Avui dia, només queden aproximadament uns 400-450 andamanesos. Un dels grups ha estat durant molt de temps considerat com extingit, i només dos dels grups restants encara mantenen una independència indestructible, rebutjant la majoria dels intents de contacte amb persones alienes. El andamanesos han estat designats tribu reconeguda.

### Orígens
Segons Chaubey i Endicott (2013), les Illes Andaman van ser poblades almenys fa 26.000 anys, per persones que no eren descendents directes dels primers migrants sortits d'Àfrica.
D'acord amb Wang (2011):
... L'arxipèlag d'Andaman probablement va ser colonitzat pels humans moderns des del nord-est de l'Índia a través del pont de terra que unia l'arxipèlag d'Andaman i Myanmar als voltants de l'últim màxim glacial (UMG), un escenari que està d'acord amb l'evidència dels estudis lingüístics i paleoclimàtics.
Se suposava anteriorment que els avantpassats dels andamanesos van ser part de la primera gran migració costanera que va ser la primera expansió de la humanitat fora d'Àfrica, a través de la península aràbiga, al llarg de les regions costaneres de la península de l'Índia i cap al sud-est d'Àsia, Japó, i Oceania. Els andamanesos eren considerats com un clar exemple d'una hipotètica població negrito, que mostrava característiques físiques similars, i que se suposava que havia existit al llarg de l'Àsia sud-oriental. L'existència d'una població negrito específica es posa en dubte avui dia. Els seus punts en comú podrien ser el resultat de la convergència evolutiva i/o una història compartida.

### Manca d'herència Deníssova
Al contrari d'altres poblacions negrito del sud-est d'Àsia, s'ha trobat, amb l'anàlisi de l'ADN, que els illencs d'Andaman no tenen cap avantpassat Deníssova.
El 25 de juliol de 2016, es va publicar en els mitjans que un grup d'investigadors catalans de la Universitat Pompeu Fabra havia descobert un nou tipus d'homínid d'origen asiàtic, ja extingit, mitjançant l'anàlisi de l'ADN dels andamanesos.